# Вонлярово (разъезд)
Вонлярово — разъезд (тип населённого пункта) в Смоленском районе Смоленской области России. Входит в состав Катынского сельского поселения. Население — 12 жителей (2007 год). 
Расположена в западной части области в 21 км к западу от Смоленска, в 1 км севернее автодороги А141 Орёл — Витебск, на берегу реки Крапивня. В 0,1 км севернее разъезда расположена железнодорожная станция Вонлярово на линии Москва — Минск.

## История
В годы Великой Отечественной войны разъезд был оккупирован гитлеровскими войсками в июле 1941 года, освобожден в сентябре 1943 года. 